# Kroonstad
Kroonstad (w jęz. afrikaans oznacza Miasto Kroona, wym: krūn'stät) – miasto w Republice Południowej Afryki, w prowincji Wolne Państwo, nad rzeką Vals. Liczba mieszkańców w 1996 roku wynosiła 86 927 mieszkańców (1996).

## Toponimia
Zgodnie z miejscową tradycją miasto Kroonstad zostało nazwane na cześć konia Kroona, który należał do voortrekkera Sarela Cilliersa, a utonął w pobliskiej rzece, od tego czasu nazwanej Kroonspruit.

## Historia
Miasto Kroonstad zostało założone w 1855 roku.
Od 13 marca do 11 maja 1900 roku Kroonstad był stolicą Wolnego Państwa Orania. Podczas II wojny burskiej Brytyjczycy wybudowali tu obóz koncentracyjny, w którym więzili burskie kobiety i dzieci.
W okresie apartheidu obszar Kroonstad był ostoją Partii Konserwatywnej. W 1992 roku podczas referendum konstytucyjnego w sprawie ustanowienia wielorasowej demokracji, tylko 51% głosujących w dystrykcie Kroonstad wyraziło swoje poparcie dla reform prezydenta Frederika de Klerka.